# Molenbrug (Kampen)
Molenbrug – drogowy most wantowy nad rzeką IJssel w miejscowości Kampen, w prowincji Overijssel, w Holandii.
Obietnicę budowy nowego mostu w Kampen złożył już w 1956 roku ówczesny minister transportu i gospodarki wodnej, Jacob Algera. Rozpoczęcie budowy nastąpiło jednak dopiero pod koniec 1980 roku, a otwarcia dokonała w roku 1983 minister Neelie Smit-Kroes. Długość całkowita mostu wynosi 627 m (długość głównego przęsła to 193,5 m), a jego szerokość to 19,5 m. Przez most przebiega droga N764.